# Cybister guérini
Cybister guérini är en skalbaggsart som beskrevs av Aubé 1838. Cybister guérini ingår i släktet Cybister och familjen dykare. Inga underarter finns listade i Catalogue of Life.